# All Japan Kendo 8-dan Tournament
Il All Japan Kendo 8-dan Tournament (全日本選抜剣道八段優勝大会?, Zen Nihon Senbatsu Kendō Hachidan Yūshō Taikai) è un torneo di kendō organizzato annualmente della All Japan Kendo Federation a partire dal 2003. La gara si tiene attorno al 20 del mese di aprile presso il Nakamura Sports Center (中村スポーツセンター?) di Nagoya. La partecipazione è riservata a detentori del grado i 8º dan, il più alto attualmente assegnato dalla AJKF.
L'edizione del 2020 è stato annullata a causa della pandemia di Covid-19.

## Quadro generale
La partecipazione è riservata a Maestri che abbiano raggiunto il grado i 8º dan, il più alto attualmente assegnato dalla AJKF.
Il sito della federazione nipponica dichiara che alla competizione partecipano "Trentadue eccezionali kenshi ottavo dan selezionati dall'AJKF tra le 47 prefetture".
Da ciò deriva che, per quanto si tratti di una competizione vera e propria, il torneo svolga anche una funzione dimostrativa: con le parole della AJKF "un'esibizione di kendō al massimo grado".

## Vincitori
| Ediz. N. | Anno | Nome               | Prefettura         | Vittoria N.        |
| -------- | ---- | ------------------ | ------------------ | ------------------ |
| 1        | 2003 | K. NISHIKAWA       | Tokyo              | -                  |
| 2        | 2004 | Hironori YAMADA    | Kumamoto           | -                  |
| 3        | 2005 | Shigeki YAMANAKA   | Saitama            | -                  |
| 4        | 2006 | T. FUTAGOISHI      | Hyogo              | -                  |
| 5        | 2007 | Shinji FUNATSU     | Osaka              | 1                  |
| 6        | 2008 | Masaaki ENDO       | Tokyo              | -                  |
| 7        | 2009 | Mitsuru HAMASAKI   | Tokyo              | -                  |
| 8        | 2010 | Shinji FUNATSU     | Osaka              | 2                  |
| 9        | 2011 | Yoshimi HIGASHI    | Aichi              | -                  |
| 10       | 2012 | Katsyhiko TANI     | Gunma              | -                  |
| 11       | 2013 | Toshiya ISHIDA     | Tokyo              | -                  |
| 12       | 2014 | Masahiro INADOMI   | Saga               | -                  |
| 13       | 2015 | Kazuo FURUKAWA     | Hokkaido           | -                  |
| 14       | 2016 | Masahiro MIYAZAKI  | Kanagawa           | 1                  |
| 15       | 2017 | Masahiro MIYAZAKI  | Kanagawa           | 2                  |
| 16       | 2018 | Koji ONDA          | Tokyo              | -                  |
| 17       | 2019 | Naoki EIGA         | Hokkaido           | 1                  |
| (18)     | 2020 | edizione annullata | edizione annullata | edizione annullata |
| 19       | 2021 | Hideyuki EIGA      | Hokkaido           | -                  |
| 20       | 2022 | Tsuneharu SOMEYA   | Chiba              | -                  |
| 21       | 2023 | Naoki EIGA         | Hokkaido           | 2                  |

### Statistiche

#### Maggior numero di vittorie
Le uniche persone ad aver vinto più di una edizione sono Naoki Eiga (2 volte: 2019 e 2023), Shinji Funatsu (2 volte: 2007 e 2010), Masahiro Miyazaki (2 volte: 2016 e 2017), che detiene anche il record di vittorie nell'All Japan Kendo Championship (6 volte).

#### Numero di vittorie per Prefettura
| Prefettura | Vittorie |
| ---------- | -------- |
| Tokyo      | 5        |
| Hokkaido   | 4        |
| Kanagawa   | 2        |
| Osaka      | 2        |
| Aichi      | 1        |
| Chiba      | 1        |
| Gunma      | 1        |
| Hyogo      | 1        |
| Kumamoto   | 1        |
| Saga       | 1        |
| Saitama    | 1        |